# Omer (jednostka miary)
Omer (hebr. עֹ֫מֶר; jidysz: ojmer) –  starożytna hebrajska jednostka objętości zbóż i suchych towarów równa 1/10 efy lub buszla (1 buszel = 36,35 litra). Omer występuje (Lb 28,5) także pod nazwą issarion. Źródła podają różne przeliczenia omeru w stosunku do systemu metrycznego: 2,2 litra, 2,3 litra lub 3,635 litra (jako 1/10 buszla). 